# نی تلخ
نی تلخ، روستایی از توابع بخش مرکزی شهرستان حاجی‌آباد در استان هرمزگان ایران است.

دهی است از دهستان کوهستان بخش داراب شهرستان فسا در 98هزارگزی جنوب داراب اما در حوزه ی هرمزگان قرار دارد. در منطقه ٔ کوهستانی و معتدل هوایی واقع است تقریبا 350 تن سکنه دارد. آبش از چشمه ، محصول عمده اش بادام و انگور و مویز و انجیر و شغل مردمش باغداری و دامداری است.

## ورودی دهنه ی نی تلخ از میان دو کوه است و کوه ها به صورت رشته ای اطراف درختان را گرفته اند درختان فراوانی از جمله: انجیر، انگور، بادام، انار که همگی تنها از طریق آب باران آبیاری میشوند و همینطور درختانی چون بنه، گیلاس وحشی و ... در دهنه ی نی تلخ دیده میشود و گیاهان دارویی فراوانی نیز در این دهنه یافت میشود که میتوان به آویشن، مورتلخ و گیاهان بی شمار دیگر اشاره کرد و همینطور حیوانات و پرندگانی همچون بلبل، دمبیل، کبک، تیهو، هدهد، دارکوب، فنچ روباه، گرگ، بزمجه مارکور، مار جعفری، تیر مار و ... در این دهنه زندگی میکنند. ساکنین روستا بیشتر از راه دامداری امرار معاش میکنند
...